# Глеба Сергій Іванович
Сергій Іванович Глеба (нар. 20 серпня 1969) — радянський та український футболіст, що грав на позиції півзахисника та нападника. Починав грати у дублі київського «Динамо», проте найбільш відомий за виступами в угорських клубах, у тому числі й найвищого дивізіону

## Кар'єра футболіста
Сергій Глеба розпочав виступи на футбольних полях у дублюючому складі київського «Динамо» у 1986 році. У 1987 році він грав у команді другої ліги «Таврія» з Сімферополя, проте зіграв у її складі 4 матчі, та повернувся до «Динамо». У 1987—1988 роках зіграв у складі київської команди 2 матчі Кубка Федерації футболу СРСР. У 1988 році грав також у складі команди другої ліги «Динамо» з Білої Церкви, який на той час був фарм-клубом київського «Динамо».
У 1990 році Сергій Глеба став гравцем аматорського клубу «Приладист» з Мукачева, який наступного року стартував у другій лізі. У сезоні 1992 року «Приладист» став срібним призером групового турніру першого розіграшу чемпіонату України у першій лізі, проте до вищої ліги команда не потрапила. Наступний сезон Глеба розпочав у «Приладисті», а з початку 1993 року став гравцем команди другого угорського дивізіону «Спартакуш», яка з початку наступного сезону виступала під назвою «Кішкереш-Штадлер». Після успішних виступів у сезоні 1993—1994 років, у якому український футболіст відзначився 8 забитими м'ячами, Сергій Глеба отримав запрошення до команди найвищого дивізіону Угорщини «Інштадт-Штадлер» з Акасто, яка виникла після злиття двох команд «Кішкереш» і «Акасто». У вищому угорському дивізіоні Глеба грав протягом року, відзначившись 5 забитими м'ячами в 19 матчах, після чого до 1997 року грав у нижчолігових угорських клубах «Сегед», «Шопрон» і «Гайдунанаш». У 1997 році повернувся до виступів у вищому дивізіоні Угорщини в клубі «Штадлер», грав у команді до її розформування у 1998 році. Після розформування «Штадлера» Глеба знову грав у складі «Кішкереша», а пізніше в клубах другого угорського дивізіону «Чонград» і «Ньїрсег-Спартакуш» з Ньїредьгази. На початку 2002 року Сергій Глеба став гравцем нижчолігового угорського клубу «Іжакі Сарфехер», у якому завершив виступи на футбольних полях у 2012 році.